# محمد سعد (عداء سريع)
محمد سعد هو عداء سريع كويتي، ولد في 4 أبريل 1949.

## وصلات خارجية
- محمد سعد على موقع أوليمبيديا (الإنجليزية)